# Ascorbato di potassio
L'ascorbato di potassio (o E303, spesso abbreviato in letteratura scientifica come KADH) è il sale potassico dell'acido ascorbico (quest'ultimo noto anche come vitamina C).

## Sintesi
Si ottiene per soluzione estemporanea a freddo in acqua di due parti di bicarbonato di potassio e una parte di acido ascorbico, i quali devono essere in forma cristallizzata purissima (livello di purezza non inferiore al 97%). Nella preparazione è bene evitare utensili di metallo per prevenire l'ossidazione dell'acido ascorbico.

## Impieghi
Viene utilizzato come additivo alimentare antiossidante con l'identificativo E303 (INS 202), ma il suo uso come tale è consentito solo in alcuni paesi come Australia e Nuova Zelanda, mentre è vietato nell'Unione Europea, nel Regno Unito e negli USA. La motivazione di tale scelta non è chiara, in quanto i vari studi presenti in letteratura non riportano alcuna controindicazione o tossicità in assenza di gravi patologie renali pregresse che compromettano la normale eliminazione degli ioni potassio (sono stati dimostrati invece effetti antiossidanti e antitumorali). Inoltre, è importante notare che l'uso degli altri due ascorbati comunemente impiegati come conservanti alimentari, ovvero l'ascorbato di sodio (E 301) e l'ascorbato di calcio (E 302), è tutt'oggi autorizzato nel Regno Unito, nell'Unione Europea e negli USA, per tutti i prodotti alimentari e senza limiti quantitativi.

### Controindicazioni
L'alto dosaggio può portare a iperkaliemia.